# Iljas al-Mawsuli
Iljas al-Mawsuli (zm. po 1690) – chaldejski duchowny pochodzący z terenów współczesnego Iraku.
Urodził się w Bagdadzie, w rodzinie pochodzącej z Mosulu, jako syn kleryka Hanny al-Mawsuliego. Był pierwszym Arabem, który odwiedził Amerykę.
Mawsuli wyruszył z Bagdadu w 1668 roku do Damaszku i Jerozolimy, skąd udał się do Italii, gdzie zwiedził m.in. Wenecję, Rzym i Florencję. W dalszą podróż wyruszył dzięki otrzymaniu od papieża Klemensa IX listów polecających. Po roku spędzonym w Paryżu, gdzie pracował jako tłumacz przy poselstwie osmańskim, podróżował po Sycylii, Hiszpanii i Portugalii. Łącznie spędził w Europie siedem lat, w czasie których opanował język hiszpański.
W podróż do Ameryki wyruszył dzięki królowej hiszpańskiej Elżbiecie Farnese, która wdzięczna za odprawienie mszy w kaplicy królewskiej ofiarowała mu cokolwiek, o co tylko poprosi.
12 lutego 1675 roku Mawsuli wsiadł w Kadyksie na statek płynący do Ameryki, gdzie spędził osiem lat, głównie w Peru. W tym czasie odbył wiele podróży po kontynencie, zbierał także materiały do pracy poświęconej Ameryce.
Mawsuli jest autorem pierwszej pisemnej relacji z podróży na ten kontynent, którą spisano w języku arabskim. Praca nie wnosi jednak nowego spojrzenia na kwestie podboju Ameryki czy stosunku Europejczyków do Indian, prawdopodobnie z powodu hiszpańskich urzędników kolonialnych, którzy zadbali o pokazanie Mawsuliemu jedynie odpowiadających im aspektów.
Zmarł po 1690 roku w Rzymie.